# 1,1,1,2-Tetrafluoretan

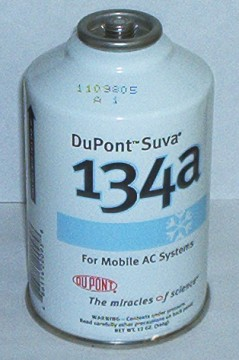
Tetrafluoretan används i kylsystem under namnet R-134a.

Tetrafluoretan är en haloalkan med formeln C2H2F4.

## Egenskaper
Tetrafluoretan lanserades i början av 1990-talet som ett ersättningsmedel för difluordiklormetan (R-12). Eftersom det inte innehåller något klor har det inte heller någon nedbrytande verkan på ozonskiktet. Det bryts dock ner i atmosfären till trifluorättiksyra vilket bidrar till försurningen. Tetrafluoretan är också en växthusgas med Global Warming Potential (GWP) 1430.

## Användning
Tetrafluoretan har funnit stor användning som köldmedium, drivgas och kylspray.